# Classe Hawkins
Pour les articles homonymes, voir Hawkins.
La classe Hawkins est une classe de quatre croiseurs lourds construits pour la Royal Navy vers la fin de la Première Guerre mondiale. Cinq sont initialement prévus, mais l'un d'entre eux, le HMS Vindictive est finalement converti en porte-avions durant sa construction, et les quatre autres sont terminés vers la fin de la guerre. L'un des croiseurs s'échoue au large du Canada peu après et les trois derniers participent à la Seconde Guerre mondiale.

## Conception

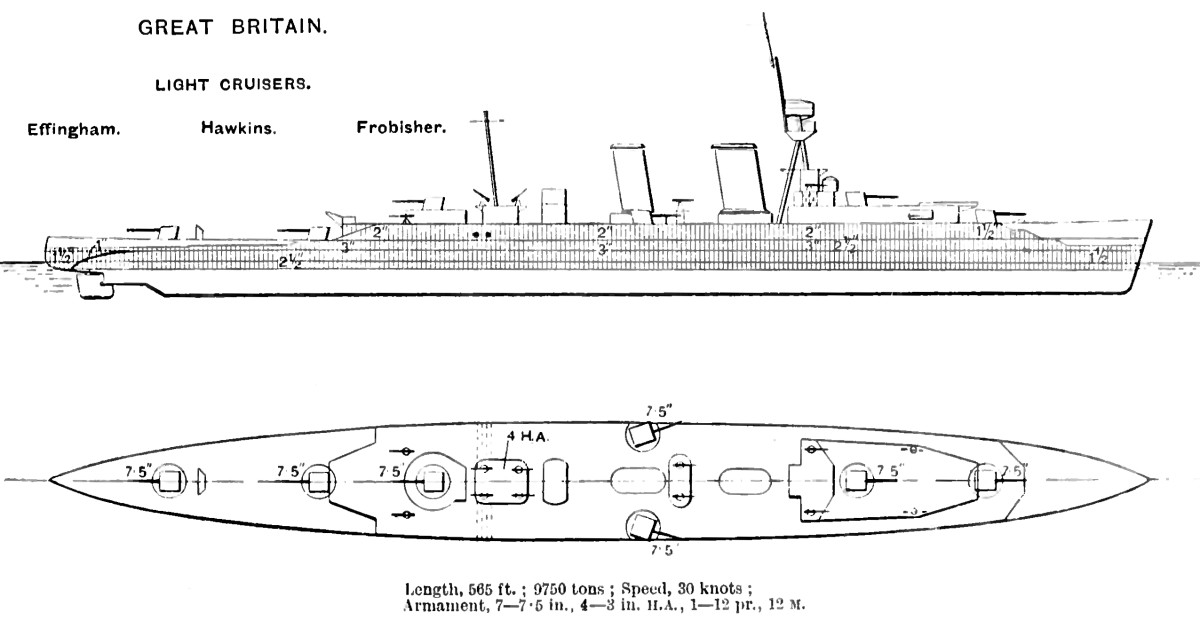
Diagramme de la classe Haxkins.

En 1915, l'Amirauté demande au Director of Naval Construction de concevoir un modèle de croiseur lourd inspiré de la classe Town mais plus lourdement armé, plus rapide et disposant d'un meilleur rayon d'action. Ce modèle est destiné à répondre à la menace des croiseurs auxiliaires allemands dans les mers lointaines sans diminuer l'effectif déjà faible des croiseurs de la Grand Fleet.
La première mouture dispose d'un déplacement de 9 000 tonnes armé d'un assortiment varié de canons : 8, 12 ou 14 canons de 6 pouces (152 mm) ou 2 canons de 9,2 pouces (234 mm) et 8 de 6 pouces. Ces derniers ayant une portée trop faible, et deux canons de 9,2 pouces disposant de peu de chances de coup au but, il est finalement décidé d'armer les croiseurs de canons de 7,5 pouces (191 mm). Les navires de la classe devant opérer dans les mers lointaines, des chaudières à combustion mixte charbon et fioul sont installées. En 1917 la conception des chaudières est modifiée et leur puissance est portée à 70 000 chevaux ; le Hawkins ne bénéficiera pas de ces modifications, sa construction étant trop avancée. Les Effingham et Frobisher voient de leur côté leurs chaudières mixtes remplacées par des chaudières Yarrow standard au fioul : elles développent ainsi une puissance de 65 000 chevaux.
Bien que la conception des croiseurs de la classe Hawkins soit inspirée des unités de la classe Town, leur unique ressemblance se situe au niveau de la longueur du gaillard d'avant. La coque est basée sur celle des croiseurs de bataille de la classe Courageous. Le canon de 7,5 pouces BL Mk VI est basé sur le Mk I (en) de la classe Devonshire et possède une élévation de 30° ainsi qu'une portée de 20 000 mètres. En 1918 le mécanisme est électrifié, ce qui n'empêche pas le canon de rester encombrant à manœuvrer, le chargement se faisant à la main.

## Unités de la classe
Les quatre navires de la classe Hawkins portent le nom de quatre capitaines de l'ère victorienne de la Royal Navy :
| Nom           | D'après                     | Pennant number | Chantier                      | Quille         | Lancement        | Service        | Destin                                              |
| ------------- | --------------------------- | -------------- | ----------------------------- | -------------- | ---------------- | -------------- | --------------------------------------------------- |
| HMS Hawkins   | John Hawkins                | D86            | Chatham Dockyard              | 3 juin 1916    | 1er octobre 1917 | juillet 1919   | Revendu pour démolition en août 1947.               |
| HMS Raleigh   | Walter Raleigh              |                | William Beardmore and Company | 4 octobre 1916 | 28 août 1919     | juillet 1921   | Échoué au large de Forteau (Canada) le 8 août 1922. |
| HMS Frobisher | Martin Frobisher            | D81            | Devonport Dockyard            | 2 août 1916    | 20 mars 1920     | septembre 1924 | Revendu pour démolition en mars 1949.               |
| HMS Effingham | Charles Howard of Effingham | D98            | Portsmouth Dockyard           | 2 avril 1917   | 8 juin 1921      | juillet 1925   | Échoué vers Bodø (Norvège) le 18 mai 1940.          |

## Histoire

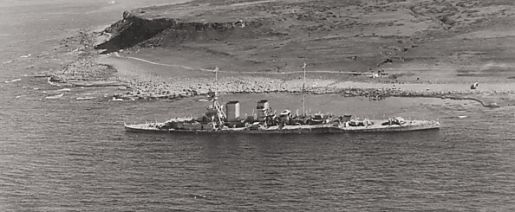
Le HMS Raleigh échoué au large de Forteau.

Le HMS Hawkins est lancé le 1er octobre 1917 et armé en juillet 1919. Il participe à la Seconde Guerre mondiale, croisant dans l'océan Indien et participant aux bombardements lors du débarquement de Normandie. Il est désarmé après la guerre et revendu pour démolition en août 1947.
Le HMS Raleigh est lancé le 28 août 1919 et armé en 1921. Il connaît une carrière très courte, s'échouant au large de Forteau au Canada le 8 août 1922. Il est abandonné et finalement déconstruit en 1926.
Le HMS Frobisher est quant à lui lancé le 20 mars 1920 et armé en 1924. Il participe à la Seconde Guerre mondiale, escortant des convois et prenant part aux bombardements lors du débarquement de Normandie. Endommagé par une torpille le 9 août 1944, il subit des réparations avant d'être utilisé comme navire d'entraînement à partir de l'année suivante puis revendu pour démolition en mars 1949.
Le HMS Effingham est lancé le 8 juin 1921 et armé en 1925. Le 18 mai 1940, durant la campagne de Norvège, il s'échoue sur un banc de sable non répertorié et doit être détruit par les forces alliées afin de ne pas tomber aux mains des Allemands.